# Modimolle
Modimolle (ehemals Nylstroom) ist eine Stadt am südlichen Ende des Waterberg-Massivs in der Limpopo-Provinz in Südafrika. 2011 hatte sie 12.185 Einwohner. Sie liegt in der Gemeinde Modimolle-Mookgophong, deren Verwaltungssitz sie ist.

## Geographie
Die Stadt befindet sich etwa 135 Kilometer nördlich von Pretoria. Die Haupterwerbsquellen sind Landwirtschaft, Viehzucht und Tourismus.

## Geschichte
In den 1860er Jahren gründeten burische Siedler (Voortrekker) hier die Stadt auf der Suche nach dem Heiligen Land. Da sie annahmen, dass der Fluss der Nil sei, nannten sie die Stadt Nylstroom. 1889 wurde eine Kirche gebaut, die heute das älteste erhaltene Kirchengebäude zwischen der Sahara und Pretoria ist. 1898 wurde Modimolle an das Eisenbahnnetz, von Pretoria kommend, angeschlossen.
Im Zweiten Burenkrieg wurde die Kirche als Krankenhaus genutzt.
Die Briten bauten hier in den Burenkriegen ein Konzentrationslager für Frauen und Kinder, von denen 544 starben.

## Sehenswürdigkeiten
nach 
- Das Rathaus, Town Hall, nach 65 Jahren der Gründung des Ortes entstanden und mit Mitteln eines Einwanderers aus Norwegen, von Ludwig Field, erbaut. Das Gebäude wurde im Kapholländischen Stil (Cape Dutch Style) gestaltet und 1931 fertiggestellt. Es ist heute der Kern des regionalen Verwaltungskomplexes. In seiner Nähe befindet sich ein Denkmal (Concentration Camp Memorial), das an die in den Konzentrationslagern des Zweiten Burenkrieges umgekommenen Frauen und Kinder erinnert. Weiterhin steht hier ein Denkmal mit der Büste des ehemaligen Burengenerals C. F. Beyers vom früheren Waterberg-Kommando.
- Strijdom-Haus und Strijdom-Statue, Das Wohnhaus des späteren Premierministers Johannes Gerhardus Strijdom erinnert an sein früheres Wirken in dieser Region.
- Der Bahnhof, Nylstroom Station und eine historische Dampflokomotive, genannt The Nylstromer
- Der Friedhof, Concentration Camp Graveyard, des ehemaligen Konzentrationslagers aus den Burenkriegen erinnert an 544 hier bestattete Frauen und Kinder. Unweit des Friedhofs steht ein Denkmal, das MOTH Memorial, zum Gedenken an die gefallenen burischen Soldaten aus diesen Kriegen.
- Wit Kerk der Nederduitse Gereformeerde Kerk Südafrikas, ein 1899 vollendetes Bauwerk im Cape Gothic Style.
- Hervormde Kerk, ein 1922 eingeweihtes Bauwerk an Stelle seines Vorgängerbaus. Die Kirche wird von zwei Gemeinden genutzt.
- Gereformeerde Kerk aus dem Jahre 1929 nach einem Entwurf von Gerhard Moerdijk, dem Schöpfer des Voortrekkerdenkmals in Pretoria.
- Das Gebäude der Pferdepost, Horse Rail, erinnert an die frühere Verkehrsgeschichte der Region.
- Eines der ältesten erhaltenen Bauten des Ortes ist die Apotheke, Bakkers Pharmacy, mit einer kleinen historischen Präsentation.

## Persönlichkeiten
- Der ehemalige südafrikanische Premierminister Johannes Gerhardus Strijdom (1893–1958) lebte und hatte seinen Wahlkreis in Nylstroom.
- Der Burensoldat, Abenteurer und Spion Fritz Joubert Duquesne (1877–1956) verlebte seine Jugend auf einer Farm von Nylstroom.